# Мердзаван
Мердзаван (вірм. Մերձավան) — село в марзі Армавір, на заході Вірменії. Село розташоване за 11 км на північний схід від міста Вагаршапат, за 2 км на південний схід від села Айгек, за 2 км на північ від села Паракар. Село було засноване у 1947 р.